# Orange (Vaucluse)

Brasão de armas de Orange (Vaucluse).

Orange em francês e oficialmente, Aurenja em provençal, é uma localidade e comuna francesa situada no departamento de Vaucluse, na região de Provença-Alpes-Costa Azul, França. Possui uma população de 27 989 habitantes (em 1999), com uma economia principalmente agrícola. Encontra-se a uns 21 quilómetros a norte de Avinhão. É a cidade mais quente de França tomando em conta apenas a temperatura média. A sua superfície é de 7 420 hectares e tem uma altitude média de 50 metros acima do nível médio do mar.
Era chamada de Aráusio dos Segundos [2ª legião] (em latim: Arausio Secundanorum) ou apenas Aráusio (em latim: Arausio) durante o período romano.